# Brückenauer Kuppenrhön
Die am Dreistelzberg im Süden 660 m und an der Großen Haube im Norden 658 m hohe Brückenauer Kuppenrhön ist der südwestlichste, fast ausschließlich zur Sinn entwässernde Naturraum des Mittelgebirges Rhön. Seine 79,06 km² große Westhälfte liegt im Landkreis Fulda, Hessen, die mit etwa 108,2 km² etwas größere Osthälfte, in der auch die namensgebende Stadt Bad Brückenau liegt, im Landkreis Bad Kissingen, Bayern.

## Lage und Grenzen

### Vorland und Kuppenrhön
Nach Nordwesten, westlich Heubachs, geht die Brückenauer Kuppenrhön in den durchgängigen Basaltschild des Landrückens über. Blatt 140 Schweinfurt zieht die naturräumliche Grenze etwas weiter westlich, entlang einer Linie von südöstlich Gundhelms nach Nordosten bis Oberkalbach. Geologisch und nach landläufiger Auffassung beginnt der Landrücken indes bereits im 596,6 m hohen Frauenstein.
Die Nordgrenze zum flachwelligeren Westliches Rhönvorland verläuft von Oberkalbach nach Ostnordosten bis Uttrichshausen und folgt dem Schmidtwasser bis zu seiner Mündung in den Döllbach.
Im östlicheren Norden bei Motten ist der Döllbach-Oberlauf Döllau eine Grenze zur bis 835 m hohen Milseburger Kuppenrhön, die hier in der Hohen Kammer (700 m) unmittelbar der Großen Haube (658 m) gegenübersteht.

### Hohe Rhön
Die sich anschließende Nordost-Grenze zum bis 928 m hohen Dammersfeldrücken folgt zunächst einer Linie auf etwa 550 m um den 674 m hohen Ehrenberg (Wallfahrtskapelle Maria Ehrenberg), dann einem Quellaufabschnitt der Schmalen Sinn und umkurvt schließlich den 808 m hohen Kleinen Auersberg auf gut 600 m, um das Tal der Sinn nördlich von (Wildflecken-)Oberbach zu erreichen.
Das Sinntal bildet schließlich von hier flussabwärts bis unterhalb Riedenbergs die Südostgrenze zu den bis 839 m hohen Schwarzen Bergen; der südlichste Abschnitt jener Grenze folgt der Landesstraße in Richtung Geroda bis zu ebenjenem Ort.

### Südrhön und Spessart
Zwischen Geroda und Rupboden ist die Südrhön – trotz ihres Namens ein Teil der Haupteinheitengruppe Odenwald, Spessart und Südrhön und damit eher ein Teil des Spessarts als einer der Rhön – südlicher Nachbar, wobei die Linie zwischen beiden Orten durch zwei schmale Südausläufer – einen vielkuppigen bei Schondra und einen rund um den 660 m hohen Dreistelzberg – überschritten wird, wodurch der Südrhön-Ort Oberleichtersbach nach Norden halbkreisförmig durch die südlichsten Kuppen der Rhön eingerahmt wird.
Die Schmale Sinn verlässt die Brückenauer Kuppenrhön bei Weichersbach; von diesem Ort aus nach Nordwesten zieht sich die schmale Ostgrenze zum Schlüchterner Becken um Schlüchtern, das den eigentlichen Spessart einleitet, der bei Mottgers als Sandsteinspessart den südwestlichsten Kuppen der Brückenauer Kuppenrhön recht nah kommt.

### Ausdehnung
Die Brückenauer Kuppenrhön ist in Nord-Süd- wie in Ost-West-Richtung im Durchschnitt je 15 km breit..

## Landschaft und Geologie

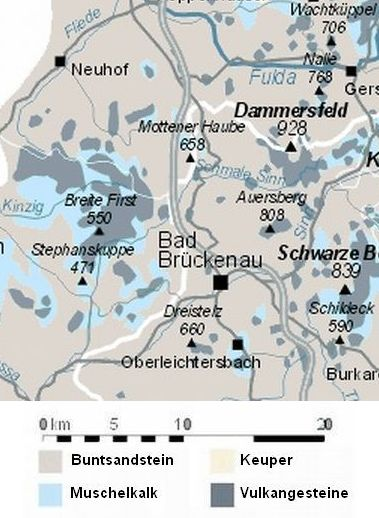
Geologische Karte der Brückenauer Kuppenrhön

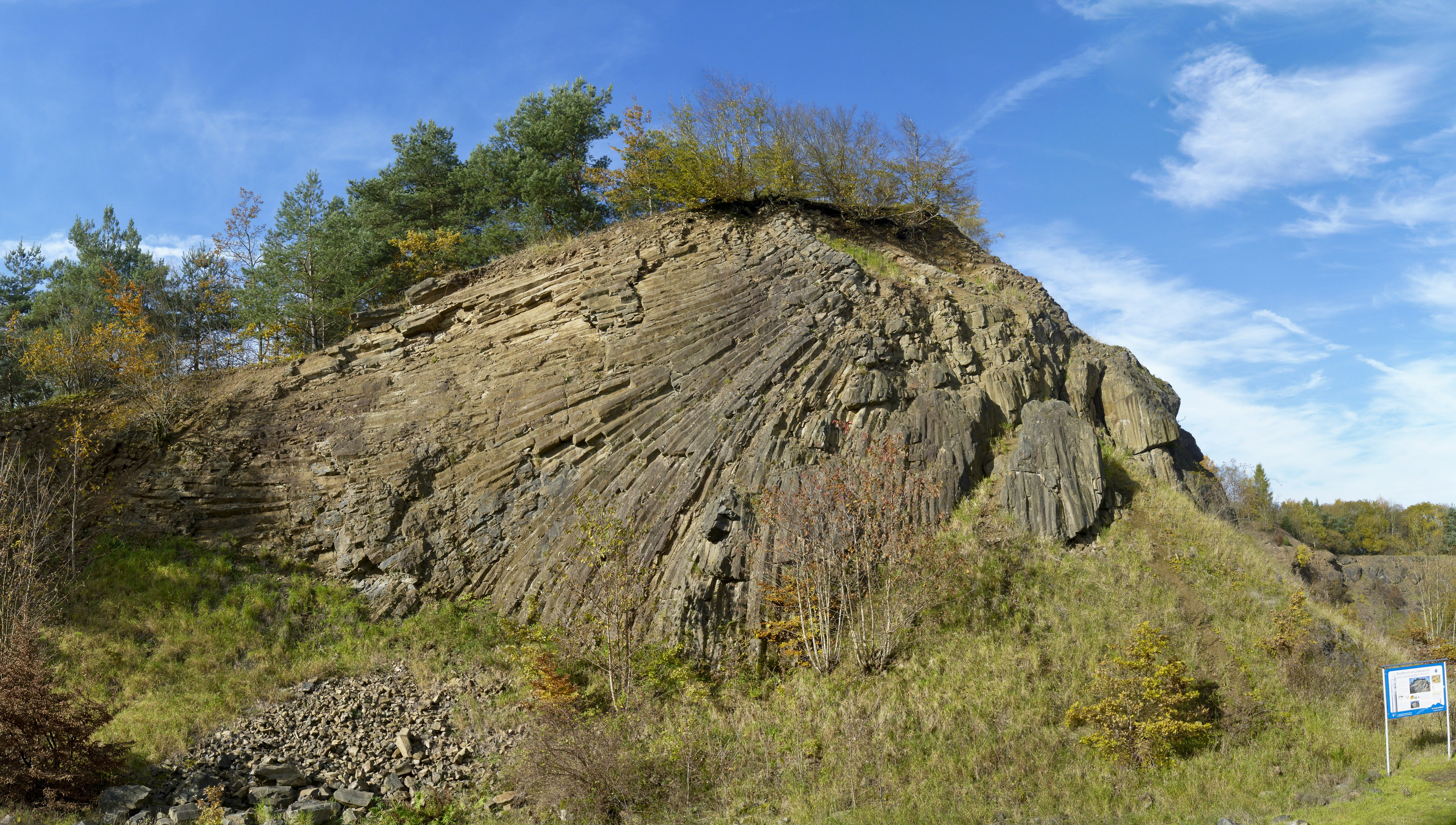
Basaltwand am durch Basaltabbau nur noch 527 m hohen Lindenstumpf

Trotz ihrer vergleichsweise geringen Ausdehnung ist die Brückenauer Kuppenrhön geologisch, insbesondere im Relief, ein recht heterogenes Gebilde.
Den Norden passiert die Rhein-Weser-Wasserscheide, nördlich derer das Schmidtwasser über Döllbach und Fliede der Fulda zufließt. Den äußersten mittleren Westen wiederum passiert die Wasserscheide zwischen Unterem und Mittlerem Main, die die Kinzig-Quellbäche am Westhang separiert.
Zentrale Fließgewässer sind indes Schmale und Breite Sinn, die das Gebiet je von Nordost nach Südwest durchfließen und sich erst knapp südwestlich vereinigen. Insbesondere zerschneiden sie die Landschaft in drei Segmente.

### Nordosten
Die A 7 separiert senkrecht zu den Tälern von Schmaler und Breiter Sinn den Nordwesten, der in der Hauptsache aus der Großen Haube (Mottener Haube, 658 m) und der bis 633 m hohen Abdachung des Kleinen Auersbergs besteht. Diese steht fast komplett auf Buntsandstein (genauer: auf Mittlerem, am Tal der Schmalen Sinn z. T. auch auf Unterem) und die Haube trägt die einzige nennenswerte Basaltkuppe.

### Westen
Der sich südwestlich an die Haube anschließende Teil rechts (=nordwestlich) der Schmalen Sinn ist demgegenüber völlig anderer Natur: Ein Hochplateau, das am Frauenstein (596 m) aus Dolerit, weiter südwestlich an der Breiten First (bis um 568 m) aus Basalt besteht, leitet den Landrücken von Osten ein und wird ihm landläufig auch zugerechnet. Von diesem Plateau zweigt nach Südosten der Große Nickus (558 m) ab und von diesem der fast die Schmale Sinn berührende Kleine (488 m) – beides eher Rhön-Kuppen.

### Südwesten
Jenseits des Tals der Schmalen Sinn legen sich Stoppelsberg (571 m) aus Dolerit sowie die Doppelkuppe aus Stiftes (568 m) und Haag (585 m) aus Nephelinbasalt halbkreisförmig von Süden um Oberzell, welches von Nordwesten bereits vom Nickus umsäumt wird und das Zentrum eines kleinen Kessels darstellt.
Einzelne kleine Basaltdurchbrüche finden sich mit Escheberg (516 m) und Hopfenberg (492 m, Burg Schwarzenfels am Südwesthang) im äußersten Südwesten sowie, nordöstlich des Haag, im Volkersberg (ca. 540 m, Kloster Volkersberg) im Zentrum des Naturraums nah der A 7. An der letztgenannten Kuppe, die zentral in einem von Buntsandsteinrücken umsäumtes kleinen Becken steht, blieb unter dem schützenden Basalt Plattensandstein auf Mittlerem Buntsandstein erhalten.

### Südosten
Die Mehrzahl der kleinkuppigen Basaltdurchbrüche findet sich indes im durch die Sinn separierten kleinen Südostteil des Naturraums. Südsüdwestlich Bad Brückenaus, im äußersten Süden, überragt der 660 m hohe Dreistelzberg die sich anschließende Südrhön deutlich. Östlich Brückenaus wiederum beginnt eine ganze Reihe von Kuppen, die sich über die Reihe der Pilsterköpfe (639 m, 614 m und 571 m) und das Terzett aus Mettermich (585 m), Burg Schildeck (590 m) und Lindenstumpf (inzwischen durch Basaltabbau nur noch 527 m) nach Südosten bis zum Kreßberg (544 m), dem südlichsten Berg der gesamten Rhön, zieht.

## Berge

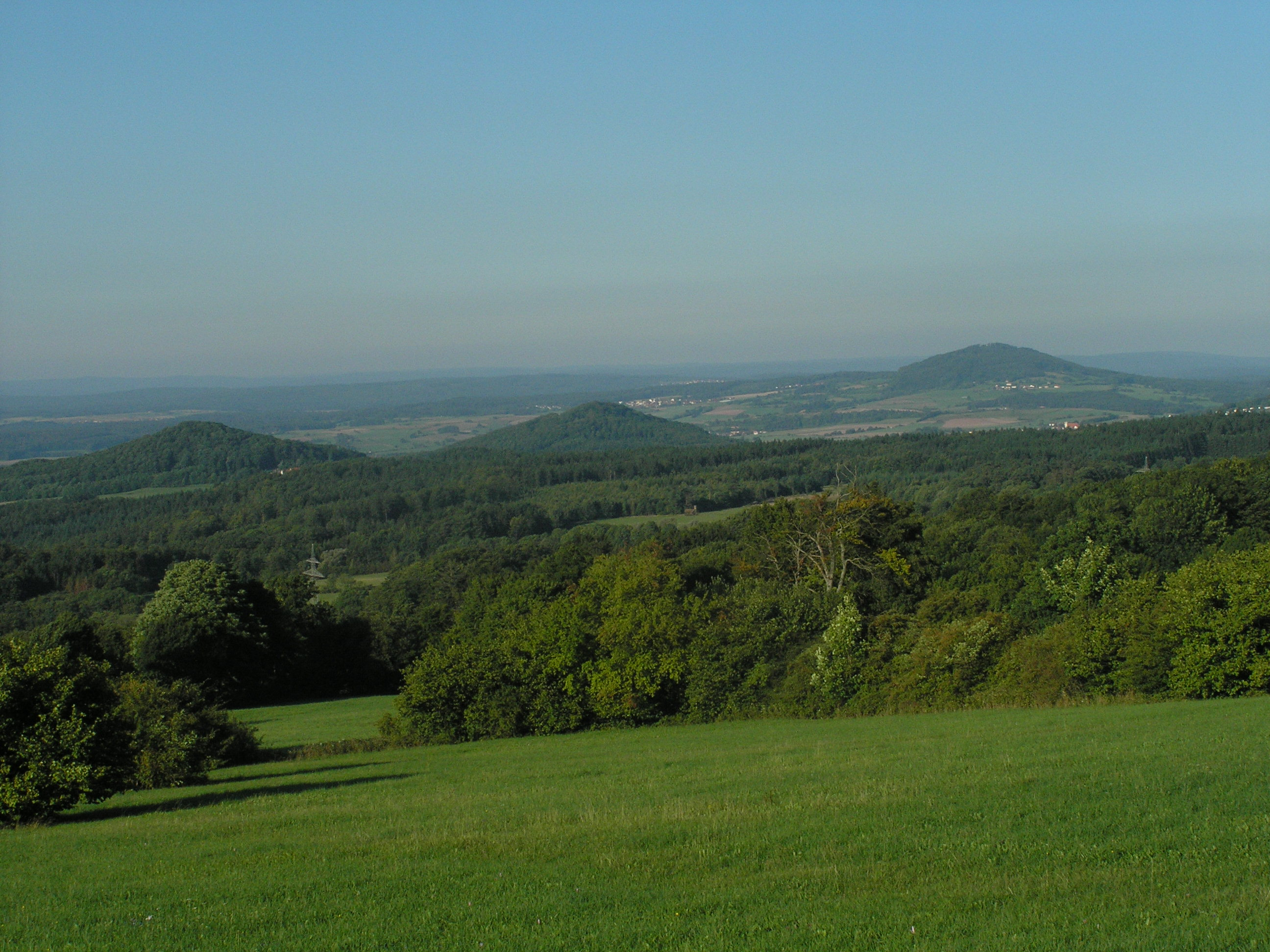
(von links) Schildeck, Mettermich und Dreistelzberg

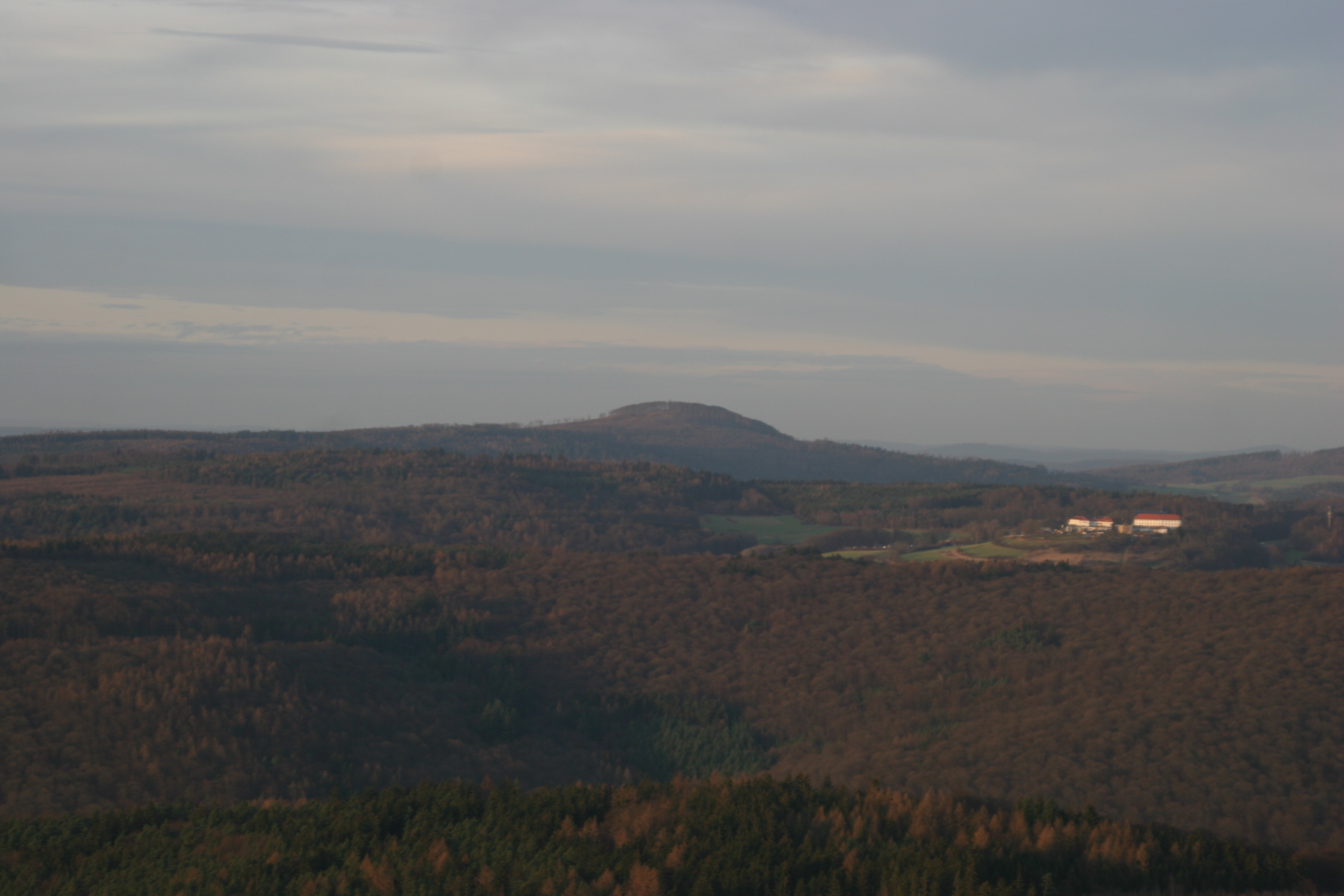
Große Haube

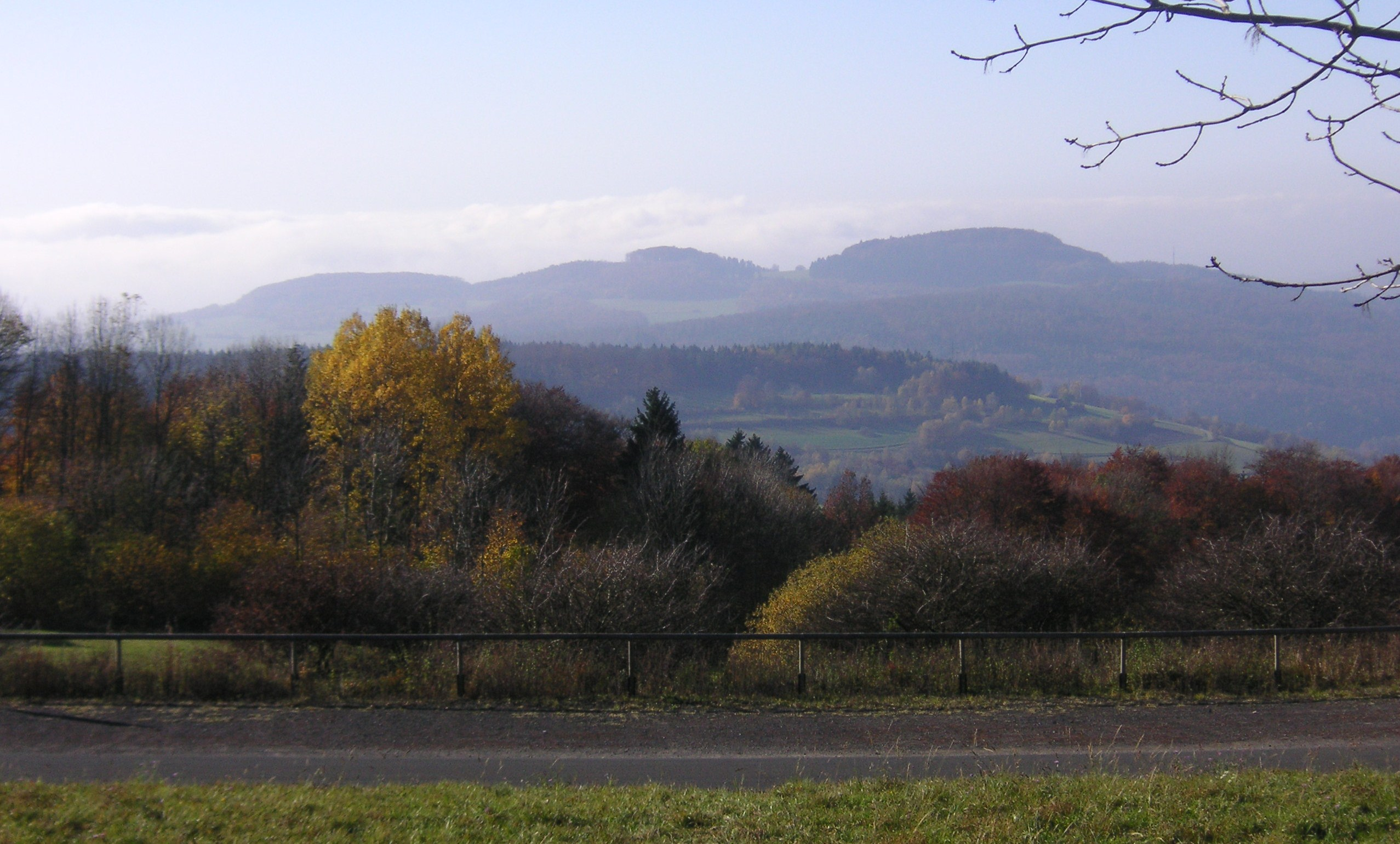
Die drei Pilsterköpfe

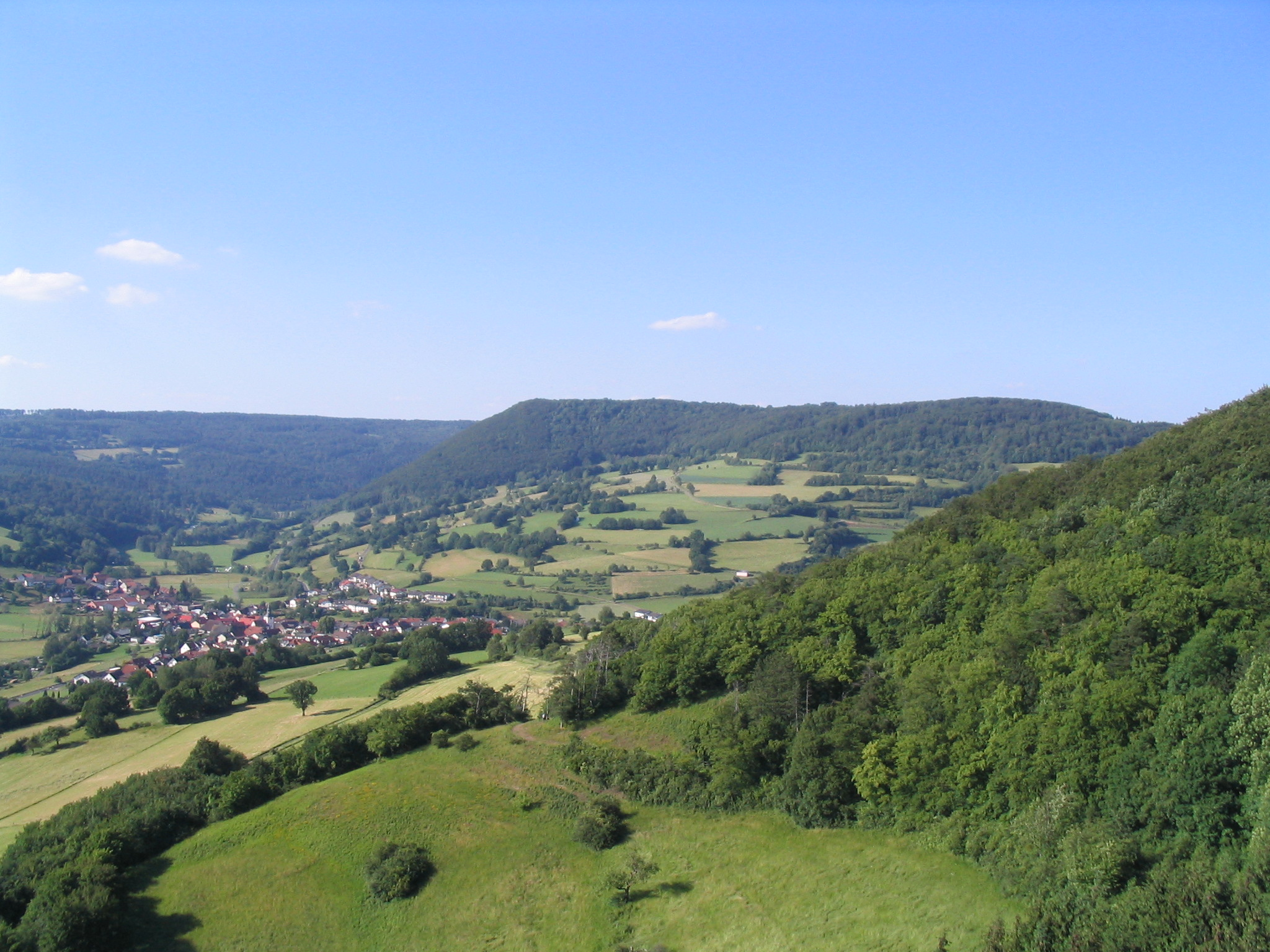
Stoppelsberg

- Dreistelzberg (660 m, äußerster Süden westlich Oberleichtersbachs) – AT
  - Hagküppel (548 m, Südwestausläufer)
- Große Haube (658 m, Norden westlich Mottens) – auch: Mottener Haube, AT; Rhein-Weser-Wasserscheide und Landesgrenze
  - Großer Seifig (569 m, Südwestgipfel) – Rhein-Weser-Wasserscheide und Landesgrenze
- Pilsterköpfe (bis 639 m, östlich Bad Brückenaus)
  - Nördlicher Pilsterkopf (639 m)
  - Mittlerer Pilsterkopf (614 m)
  - Südlicher Pilsterkopf (571 m)
- (Kleiner Auersberg (808 m, östlich des Naturraums) – Dammersfeldrücken)
  - Oberdick (633 m, Westausläufer südöstlich Kothens) – zentraler Gipfel des Hegewaldes
  - Kohlstock (bis 628 m, Südwestausläufer)
    - Werberger Berg (bis 628 m, südwestlich abzweigender, schmaler Rücken nördlich Brückenaus)
- Frauenstein (596 m, höchste Erhebung des Landrückens[8] südwestlich Heubachs) – Gleitschirm-Schulungsgelände, Dolerit, Rhein-Weser-Wasserscheide
  - Breite First (bis um 568 m, südwestlich des Frauenstein) – Basaltabbau, Sinn-Kinzig-Wasserscheide
  - Großer Nickus (558 m, südöstlich vom Rücken zwischen Frauenstein und Breiter First abzweigend)
    - Kleiner Nickus (488 m, Südostausläufer nordwestlich Oberzells)
- Burg Schildeck (590 m, Südosten nördlich Schondras) – Burgruine
- Mettermich (585 m, westlich der Schildeck)
- Haag (585 m, südwestlich des Zentrums südlich Oberzells) – Nephelinbasalt
  - Stiftes (568 m, südwestlich des Haag) – Nephelinbasalt
- Stoppelsberg (571 m, Westen westlich Oberzells) – Dolerit
- Kreßberg (561 m, äußerster Südosten südöstlich Schondras) – südlichster Berg der Rhön
- Volkersberg (ca. 540 m, Zentrum nah der A 7) – Kloster Volkersberg
- Lindenstumpf (527 m, Südosten nördlich Schondras) – hat durch Basaltabbau bereits merklich an Höhe eingebüßt
- Escheberg (516 m, Südwesten östlich Schwarzenfels')
- Hopfenberg (492 m, Südwesten nördlich Schwarzenfels') – Burg Schwarzenfels am Südwesthang